# An(jotef)
An(jotef), auch bekannt unter den Namen Antef oder Intef, war ein altägyptischer König (Pharao) der 11. Dynastie (Mittleres Reich).
An(jotef) ist ein an neun Orten in Nubien (Felsinschriften) bezeugter König (Gegenkönig) oder Prätendent, der vermutlich in der 11. Dynastie nach Mentuhotep III., einzuordnen ist. An(jotef) gehört zu einer kleinen Gruppe von drei Königen, die nur aus Felsinschriften in Unternubien bekannt sind. Die Namen und die königliche Titulatur deuten an, dass sie in das frühe Mittlere Reich datieren. An(jotef) ist der best bezeugte von ihnen. In den Inschriften wird sein Eigenname immer nur In geschrieben.